# Орбіс (Рейнланд-Пфальц)
Орбіс (нім. Orbis) — громада в Німеччині, розташована в землі Рейнланд-Пфальц. Входить до складу району Доннерсберг. Складова частина об'єднання громад Кірхгаймболанден.
Площа — 5,68 км2. Населення становить 680 ос. (станом на 31 грудня 2020).

## Галерея

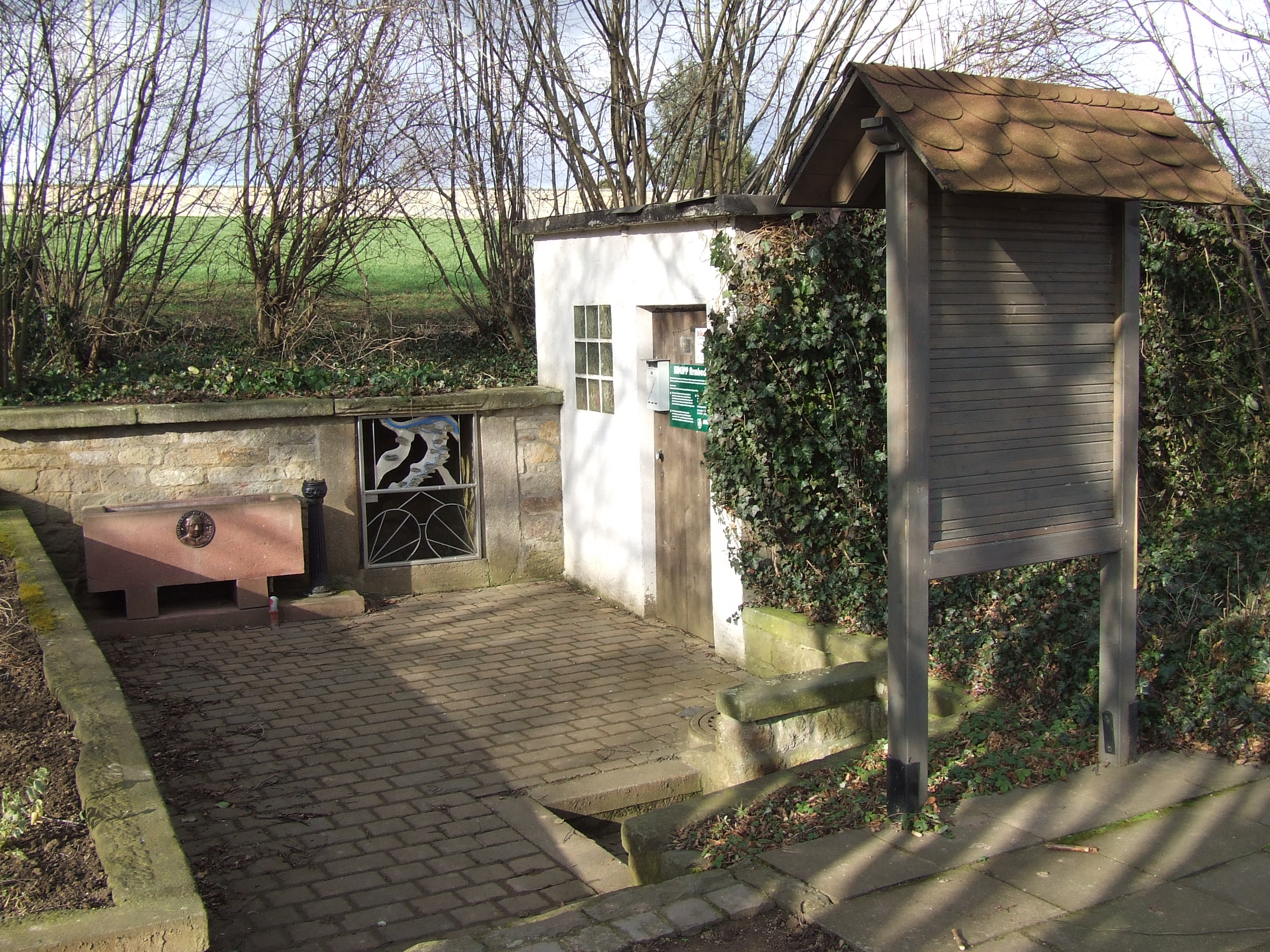